# Дитль, Гельмут
Гельмут Дитль (нем. Helmut Dietl; 22 июня 1944[…], Бад-Висзе, Бавария — 30 марта 2015[…], Мюнхен) — немецкий кинорежиссёр и сценарист.

## Биография
Гельмут Дитль вырос в Мюнхене, после развода родителей часто находился на воспитании у бабушек. Отец Гельмута умер в 1970 году от рака. Дед Гельмута по отцовской линии — австрийский актёр Фриц Грайнер. Получив аттестат зрелости в реальной гимназии в Швабинге, Дитль поступил в Мюнхенский университет, где изучал театральное искусство, и историю искусств, но не завершил образование. Работал администратором на телевидении, затем ассистентом режиссёра в Мюнхенском камерном театре. Дебютировал телевизионным режиссёром в 1974 году на Bayerischer Rundfunk с «Мюнхенскими историями», наблюдениями о мюнхенском обществе. Прорыв в карьере наступил после выхода телевизионного сериала Der ganz normale Wahnsinn в 1979 году. В 1979—1983 годах Дитль работал в Лос-Анджелесе, а вернувшись на родину, снял для ARD 10-серийный телефильм Monaco Franze — Der ewige Stenz, вышедший на экраны в 1983 году. Позднее снял 6-серийный телефильм Kir Royal по заказу Westdeutscher Rundfunk, показанный по ARD в 1986 году. К этому времени Гельмут Дитль считался одним из наиболее известных телевизионных режиссёров в немецкоязычном регионе. Дитль написал несколько сценариев для кино и телевидения со своим другом Патриком Зюскиндом.
Свой первый кинофильм перфекционист Дитль снял в 1992 году, им стал «Штонк!» (Schtonk!) с участием Уве Оксенкнехта, Гёца Георге и Кристианы Хёрбигер. Ироничный фильм о публикации фальшивых дневников Гитлера в гамбургском журнале Stern в 1983 году номинировался на «Оскар» как лучший фильм на иностранном языке и удостоился премии Deutscher Filmpreis как лучший фильм и за лучшую режиссуру. Этот двойной триумф Дитлю удалось повторить с фильмом Rossini — oder die mörderische Frage, wer mit wem schlief (1997), по его собственному определению «мелодрамедией» о мюнхенском обществе. В 1999 году в кинотеатрах Германии вышел в прокат фильм Дитля Late Show о медийной отрасли, который посмотрело почти 900 тыс. человек.
В конце 1995 года Дитль начал сотрудничать с частным телевидением. Он заключил пятилетний договор с Sat.1 и работал на канале в качестве сценариста, режиссёра и исполнительного продюсера. Дитль также занимался привлечением молодых талантов. В 2001 году вместе с Герхардом Хегеле Дитль снял телевизионный фильм Wambo, вольной интерпретации жизни и смерти актёра Вальтер Зедльмайра.
В 2005 году Дитль снял кинокомедию Vom Suchen und Finden der Liebe, адаптацию легенды об Орфее. Критика отнеслась к этой работе Дитля прохладно. С марта 2011 года Дитль снимал фильм «Цетль», политическую сатиру и продолжение телесериала Kir Royal, Фильм по сценарию, написанному совместно с Беньямином фон Штукрад-Барре, повествует о том, как шофёр Цетль в исполнении Михаэля Хербига совершил головокружительный взлёт до шеф-редактора онлайн-издания в Берлине. Фильм, стоимость которого составила 10 млн евро, вышел на экраны кинотеатров 2 февраля 2012 года, но несмотря на звёздный состав был разгромлен критиками и проигнорирован публикой. Дитль по собственному признанию тяжело переживал этот провал, который возможно повлиял на его состояние здоровья.
Гельмут Дитль был женат четыре раза. Первый брак он заключил с журналисткой Карин Вихман, затем женился на австрийской актрисе Барбаре Валентин. В третьем браке Дитль состоял с француженкой Дениз Шейреси, затем близкие отношения связывали его в 1990—1999 годах с актрисой Вероникой Феррес, сыгравшей во многих его фильмах. Последний брак Дитль заключил в 2002 году с бывшей телеведущей n-tv, режиссёром и кинопродюсером Тамарой Дуве, дочерью политика Фраймута Дуве. В июле 2003 года у супругов родилась дочь Серафина Мария. Кроме неё у Дитля ещё двое детей: сын Давид (род. 1979) от Марианны Денлер, секретаря и доверенного лица Бернда Айхингера, и дочь Шарон (род. 1969) — от Карин Вихман.
В ноябре 2013 года в интервью еженедельнику Die Zeit Гельмут Дитль признался, что в 2007 году пережил инсульт. В октябре 2013 года у заядлого курильщика Дитля обнаружили рак лёгкого в тяжёлой стадии, который привёл к его смерти в 2015 году. Гельмут Дитль похоронен на Богенхаузенском кладбище.